# 광주 북구의 행정 구역
광주 북구의 행정 구역은 41개의 법정동과 이것을 관리하는 26개의 행정동으로 구성되어 있다. 광주 북구의 면적은 120.31 km2이며, 인구는 2012년 8월 1일을 기준으로 다음과 같다.

## 행정 구역
| \| 행정동 \| 한자 \| 면적 \| 세대 \| 인구 \| \| ------- \| ------- \| ------ \| ------- \| ------- \| \| 중흥동 \| 中興洞 \| 1.05 \| 6,954 \| 15,316 \| \| 중흥1동 \| 中興1洞 \| 0.62 \| 1,961 \| 3,756 \| \| 중앙동 \| 中央洞 \| 0.67 \| 2,155 \| 4,095 \| \| 임동 \| 林洞 \| 1.22 \| 4,352 \| 10,507 \| \| 신안동 \| 新安洞 \| 1.24 \| 5,853 \| 12,220 \| \| 용봉동 \| 龍鳳洞 \| 3.14 \| 14,585 \| 40,217 \| \| 운암1동 \| 雲岩1洞 \| 1.17 \| 7,072 \| 21,554 \| \| 운암2동 \| 雲岩2洞 \| 1.20 \| 6,252 \| 15,287 \| \| 운암3동 \| 雲岩3洞 \| 1.28 \| 6,588 \| 19,027 \| \| 동림동 \| 東林洞 \| 4.34 \| 7,966 \| 22,604 \| \| 우산동 \| 牛山洞 \| 0.97 \| 6,959 \| 15,417 \| \| 풍향동 \| 豊鄕洞 \| 0.78 \| 2,696 \| 5,738 \| \| 문화동 \| 文化洞 \| 3.17 \| 6,528 \| 15,756 \| \| 문흥1동 \| 文興1洞 \| 2.14 \| 6,512 \| 19,563 \| \| 문흥2동 \| 文興2洞 \| 0.80 \| 7,012 \| 19,463 \| \| 두암1동 \| 斗岩1洞 \| 0.85 \| 3,874 \| 9,384 \| \| 두암2동 \| 斗岩2洞 \| 1.64 \| 7,655 \| 20,095 \| \| 두암3동 \| 斗岩3洞 \| 1.10 \| 7,827 \| 17,567 \| \| 삼각동 \| 三角洞 \| 3.35 \| 4,871 \| 13,291 \| \| 일곡동 \| 日谷洞 \| 0.75 \| 10,923 \| 34,364 \| \| 매곡동 \| 梅谷洞 \| 3.73 \| 5,041 \| 15,502 \| \| 오치1동 \| 梧峙1洞 \| 1.87 \| 5,473 \| 13,469 \| \| 오치2동 \| 梧峙2洞 \| 2.18 \| 6,448 \| 15,207 \| \| 석곡동 \| 石谷洞 \| 48.42 \| 1,305 \| 2,907 \| \| 건국동 \| 建國洞 \| 28.20 \| 9,906 \| 22,201 \| \| 양산동 \| 陽山洞 \| 5.86 \| 35,002 \| 12,632 \| \| 신용동 \| 臣龍洞 \| - \| - \| 29,717 \| \| 북구 \| 北區 \| 121.74 \| 169,400 \| 443,953 \| |         |        |         |         |
| 행정동 | 한자    | 면적   | 세대    | 인구    |
| 중흥동 | 中興洞  | 1.05   | 6,954   | 15,316  |
| 중흥1동 | 中興1洞 | 0.62   | 1,961   | 3,756   |
| 중앙동 | 中央洞  | 0.67   | 2,155   | 4,095   |
| 임동 | 林洞    | 1.22   | 4,352   | 10,507  |
| 신안동 | 新安洞  | 1.24   | 5,853   | 12,220  |
| 용봉동 | 龍鳳洞  | 3.14   | 14,585  | 40,217  |
| 운암1동 | 雲岩1洞 | 1.17   | 7,072   | 21,554  |
| 운암2동 | 雲岩2洞 | 1.20   | 6,252   | 15,287  |
| 운암3동 | 雲岩3洞 | 1.28   | 6,588   | 19,027  |
| 동림동 | 東林洞  | 4.34   | 7,966   | 22,604  |
| 우산동 | 牛山洞  | 0.97   | 6,959   | 15,417  |
| 풍향동 | 豊鄕洞  | 0.78   | 2,696   | 5,738   |
| 문화동 | 文化洞  | 3.17   | 6,528   | 15,756  |
| 문흥1동 | 文興1洞 | 2.14   | 6,512   | 19,563  |
| 문흥2동 | 文興2洞 | 0.80   | 7,012   | 19,463  |
| 두암1동 | 斗岩1洞 | 0.85   | 3,874   | 9,384   |
| 두암2동 | 斗岩2洞 | 1.64   | 7,655   | 20,095  |
| 두암3동 | 斗岩3洞 | 1.10   | 7,827   | 17,567  |
| 삼각동 | 三角洞  | 3.35   | 4,871   | 13,291  |
| 일곡동 | 日谷洞  | 0.75   | 10,923  | 34,364  |
| 매곡동 | 梅谷洞  | 3.73   | 5,041   | 15,502  |
| 오치1동 | 梧峙1洞 | 1.87   | 5,473   | 13,469  |
| 오치2동 | 梧峙2洞 | 2.18   | 6,448   | 15,207  |
| 석곡동 | 石谷洞  | 48.42  | 1,305   | 2,907   |
| 건국동 | 建國洞  | 28.20  | 9,906   | 22,201  |
| 양산동 | 陽山洞  | 5.86   | 35,002  | 12,632  |
| 신용동 | 臣龍洞  | -      | -       | 29,717  |
| 북구 | 北區    | 121.74 | 169,400 | 443,953 |

## 법정동
| 행정동  | 법정동 |
| ------- | --- |
| 중흥동  | 중흥동(中興洞) (일부) |
| 중흥1동 | 중흥동(中興洞) (일부) |
| 중앙동  | 유동(柳洞), 누문동(樓門洞), 북동(北洞), 중흥동(中興洞) (일부) |
| 임동    | 임동(林洞) |
| 신안동  | 신안동(新安洞) |
| 용봉동  | 용봉동(龍鳳洞) |
| 운암1동 | 운암동(雲岩洞) |
| 운암2동 | 운암동(雲岩洞) |
| 운암3동 | 운암동(雲岩洞) |
| 동림동  | 동림동(東林洞) |
| 우산동  | 우산동(牛山洞) |
| 풍향동  | 풍향동(豊鄕洞) |
| 문화동  | 각화동(角化洞), 문흥동(文興洞) (일부) |
| 문흥1동 | 문흥동(文興洞) (일부) |
| 문흥2동 | 문흥동(文興洞) (일부) |
| 두암1동 | 두암동(斗岩洞) |
| 두암2동 | 두암동(斗岩洞) |
| 두암3동 | 두암동(斗岩洞) |
| 삼각동  | 삼각동(三角洞) |
| 일곡동  | 일곡동(日谷洞) |
| 매곡동  | 매곡동(梅谷洞) |
| 오치1동 | 오치동(梧峙洞) |
| 오치2동 | 오치동(梧峙洞) |
| 석곡동  | 충효동(忠孝洞), 덕의동(德義洞), 금곡동(金谷洞), 망월동(望月洞), 청풍동(淸風洞), 화암동(花岩洞), 장등동(長燈洞), 운정동(雲亭洞)                                                                 |
| 건국동  | 본촌동(本村洞), 용두동(龍頭洞), 지야동(芝野洞), 태령동(台嶺洞), 수곡동(水谷洞), 효령동(孝嶺洞), 용전동(龍田洞), 용강동(龍江洞), 생용동(生龍洞), 월출동(月出洞), 대촌동(大村洞), 오룡동(五龍洞) |
| 양산동  | 양산동(陽山洞), 연제동(蓮堤洞), 일곡동(日谷洞) (일부) |
| 신용동  | 신용동(臣龍洞) |

## 연혁
- 1980년 4월 1일 서구의 일부와 동구의 일부를 관할로 북구를 설치하였다.(구청소재지 : 중흥동 701-10)

| 광주시조례 제944호                                                    |                                                                                                  |
| 구 행정구역                                                           | 신 행정구역                                                                                      |
| 서구 유동, 누문동, 북동, 임동, 동운동, 태봉동, 본촌동, 우치동, 삼소동 | 북구 유동,누문동,북동,임동,동운동,태봉동,중흥동,우산동,풍향동,문화동,서산동,충효동,청옥동,장운동 |
| 동구 중흥동, 우산동, 풍향동, 문화동, 서산동, 충효동, 청옥동, 장운동   | 북구 유동,누문동,북동,임동,동운동,태봉동,중흥동,우산동,풍향동,문화동,서산동,충효동,청옥동,장운동 |
- 1982년 9월 1일 중흥2동을 중흥2동과 중흥3동으로 분동하였고, 동운동을 동운1동과 동운2동으로 분동하였다.
- 1983년 1월 4일 구 청사를 운암동 94-7로 이전하였다.
- 1983년 2월 15일 전라남도 장성군 남면 삼태리 일부를 편입하였다.
- 1983년 11월 1일 태봉동을 신안동과 용봉동으로 분동하였다.
- 1985년 9월 23일 구 청사를 용봉동 239-2로 이전하였다.
- 1985년 11월 1일 문화동을 문화동과 두암동으로 분동하였다.
- 1986년 11월 1일 광주직할시 북구로 개칭하였다.
- 1988년 5월 1일 자치구로 승격하였다.
- 1989년 5월 15일 두암동을 두암1동과 두암2동으로 분동하였다.
- 1993년 12월 1일 동운1동을 동운1동과 동운3동으로 분동하였다.
- 1994년 7월 1일 서산동을 서산동과 오치동으로 분동하였다.
- 1995년 1월 1일 광주광역시 북구로 개칭하였다.
- 1995년 3월 1일 문화동을 문화동과 문흥동으로 분동하였고, 두암1동을 두암1동과 두암3동으로 분동하였다.
- 1996년 1월 9일 문흥동을 문흥1동과 문흥2동으로 분동하였다.
- 1997년 3월 1일 동운동을 운암동으로 개칭하였고, 서산동을 서산동과 매곡동으로, 오치동을 오치1동과 오치2동으로 분동하였고, 유동,북동,누문동을 중앙동으로, 풍향1동과 풍향2동을 풍향동으로 합동하였다.
- 1998년 9월 21일 충효동,청옥동,장운동을 석곡동으로, 본촌동,우치동,삼소동을 건국동으로 합동하였다.
- 2003년 7월 7일 서산동을 삼각동과 일곡동으로 분동하였다.
- 2011년 10월 1일 동림동의 일부와 운암1동의 일부를 서구에 편입하여 동천동을 신설하고, 서구 광천동의 일부를 맞편입하였다. 마찬가지로 중흥1동, 풍향동, 우산동, 두암3동의 일부를 동구에 편입함과 동시에 동구 산수2동의 일부를 맞편입하였다.
- 2013년 3월 18일 건국동을 건국동과 양산동으로 분동하였다.
- 2020년 7월 27일 건국동을 건국동과 신용동으로 분동하였다.
- 2024년 1월 1일 중흥2,3동을 중흥동으로 합동하였다.